# Batuque (lucha)
Batuque es un juego de lucha tradicional brasileño, desarrollado en la primera mitad del siglo XIX por esclavos africanos que fueron llevados a Brasil. Su principal región de actividad fue Bahia, mientras que en Río de Janeiro era conocido como pernada.
En el batuque, los dos jugadores se enfrentan en un círculo, uno en posición defensiva en el centro y otro moviéndose a su alrededor y tratando de derribarlo. Sólo las piernas pueden ser usadas en este proceso, tanto para atacar como para defender, y se hace énfasis en la rapidez y el equilibrio. El padre del famoso maestro de capoeira Mestre Bimba fue campeón de batuque, y esto ocasionó que Bimba incorporase técnicas de este deporte en su estilo de capoeira.
En la actualidad, el batuque está extinto, pero existen intentos de revivirlo como deporte.